# Apeadeiro de Runa
O Apeadeiro de Runa é uma gare da Linha do Oeste, que serve a localidade de Runa, no município de Torres Vedras, em Portugal.

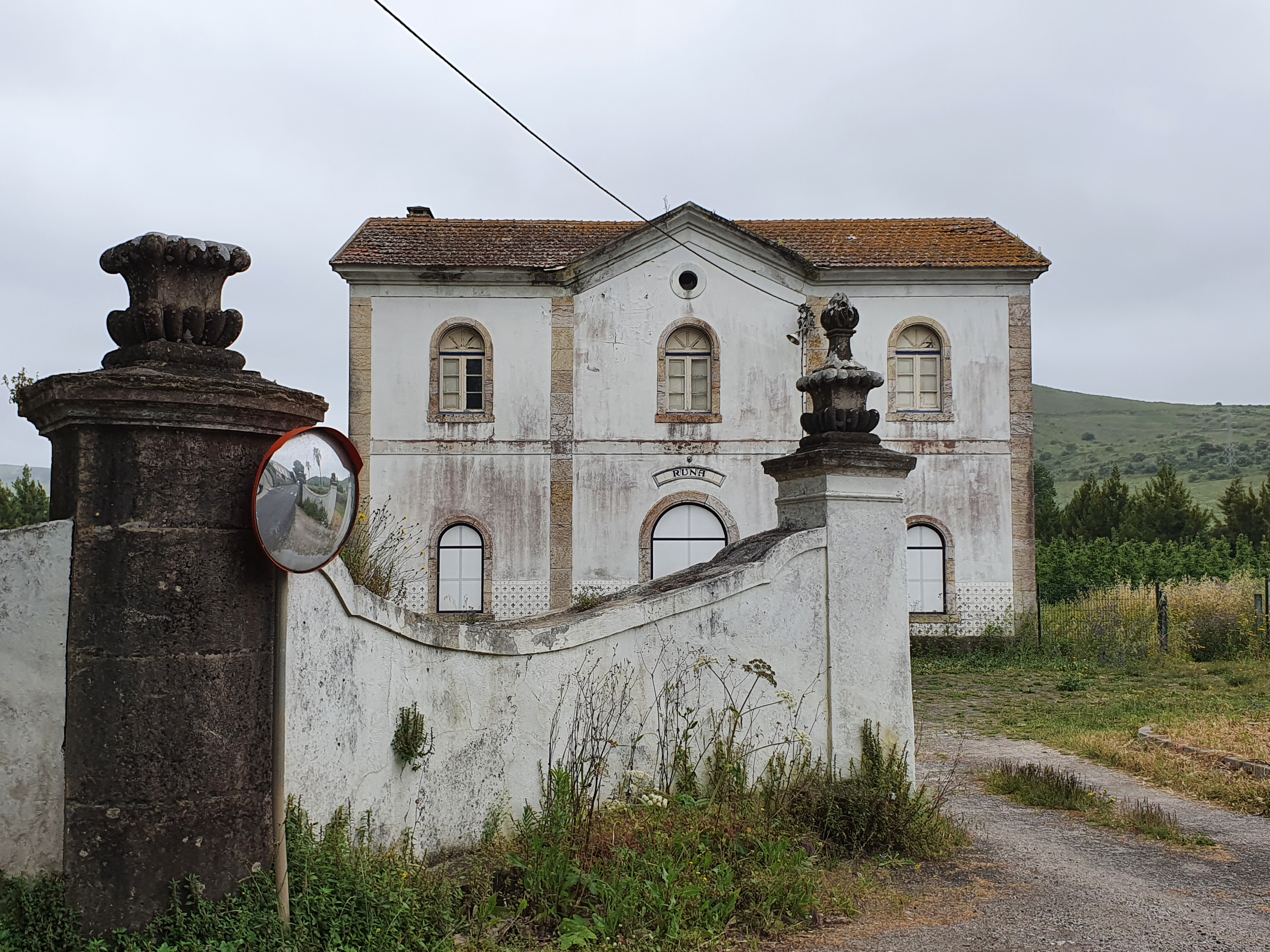
A estação, vista da estrada, em 2021.

## Descrição

### Localização e acessos
Este interface situa-se a norte do núcleo urbano de Runa, fronteiro ao conspícuo edifício do Lar dos Veteranos, na Rua Princesa Dona Francisca Benedita (= EN 248) e distante menos de um quilómetro do centro da localidade (Rua das Linhas de Torres × Rua das Adegas).

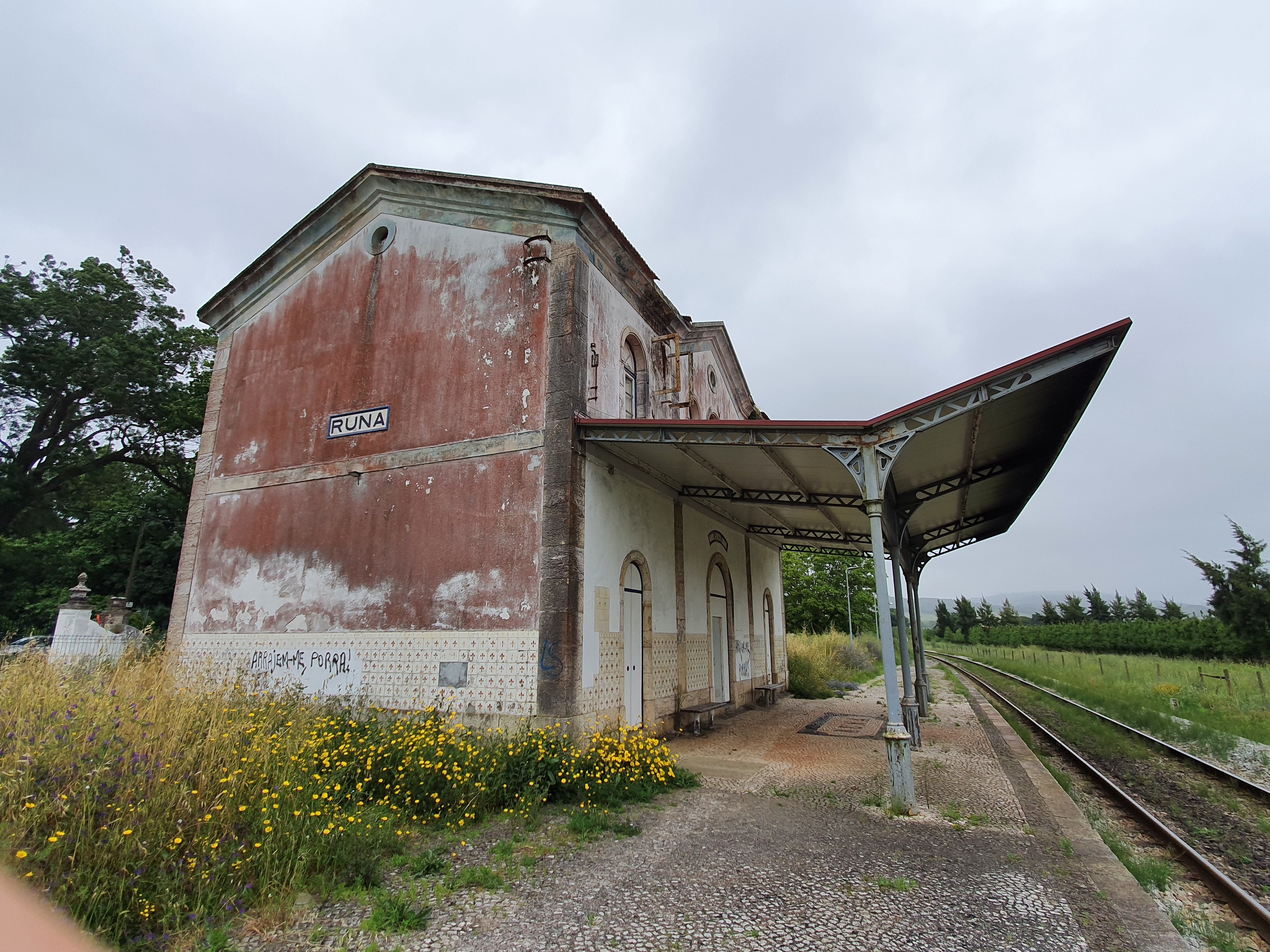
Aspeto do edifício de passageiros, visto de norte, em 2021.

Neste local a Linha do Oeste segue paralela ao Rio Sizandro, entre Sapataria e Torres Vedras, num troço de 18 km.

### Infraestrutura
O edifício de passageiros situa-se do lado és-nordeste da via (lado direito do sentido ascendente, para Figueira da Foz). Como apeadeiro de uma linha em via única, esta interface tem uma só plataforma, que tem 115 m de comprimento e 35 cm de altura.

### Serviços
Em dados de 2023, esta interface é servida por comboios de passageiros da C.P. de tipo regional, tipicamente com sete circulações diárias em cada sentido entre Lisboa - Santa Apolónia ou Mira Sintra - Meleças e Caldas da Rainha ou Coimbra-B ou Figueira da Foz.

## História

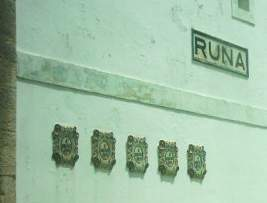
Troféus do Concurso das Estações Floridas, na parade do edifício da estação.

Esta interface situa-se no troço entre Agualva - Cacém e Torres Vedras, que entrou ao serviço em 21 de Maio de 1887, pela Companhia Real dos Caminhos de Ferro Portugueses.
No XI Concurso das Estações Floridas, organizado em 1952 pela Companhia dos Caminhos de Ferro Portugueses e pela Repartição de Turismo do Secretariado Nacional de Informação, a estação de Runa ficou em terceiro lugar, com um prémio de 1.500$00, sendo nessa altura o chefe de estação José Pereira Certo.
No XIII Concurso das Estações Floridas, em 1954, Runa ganhou o quinto prémio, no valor de 750$00.

Em 1988 esta interface tinha ainda classificação de estação, tendo sido mais tarde, antes de 2011, despromovida a apeadeiro.

Nos finais da década de 2010 foi finalmente aprovada a modernização e eletrificação da Linha do Oeste; no âmbito do projeto de 2018 para o troço a sul das Caldas da Rainha, o Apeadeiro de Runa irá ser alvo de remodelação a nível das plataformas e respetivo equipamento. Nas imediações deste apeadeiro (ao PK 50+240) será construída a Subestação de Tração de Runa (com 16 MVA e ligada à Subestação da Carvoeira por linha aérea de 220 kV); esta subestação alimentará a catenária entre a futura zona neutra de Sabugo e o término do troço eletrificado, nas Caldas da Rainha. Serão também mantidos três atravessamentos nas imediações deste apeadeiro: a passagem superior ao 58+338, com a Rua da Quinta do Penedo, e duas passagens de nível (ao PK 58+939, com a EN248 / Rua da Liberdade, e ao PK 60+611, com caminho vicinal).